# 中国医学科学院生物医学工程研究所
中国医学科学院生物医学工程研究所，位于天津市南开区白堤路236号，前身是1960年在北京成立的中国医学科学院医学仪器器械研究所，1984年几经迁址最终落户天津市南开区，是中华人民共和国的一所生物医学工程研究机构，隶属于中国医学科学院北京协和医学院。